# Sit Down for Dinner
Sit Down for Dinner è il decimo album in studio del gruppo musicale statunitense Blonde Redhead, pubblicato nel 2023.

## Tracce
1. Snowman – 5:15
2. Kiss Her Kiss Her – 4:22
3. Not for Me – 4:14
4. Melody Experiment – 5:10
5. Rest of Her Life – 3:15
6. Sit Down for Dinner (Part 1) – 3:11
7. Sit Down for Dinner (Part 2) – 3:28
8. I Thought You Should Know – 5:24
9. Before – 4:28
10. If – 4:22
11. Via Savona – 5:13

## Formazione
- Kazu Makino – chitarra, tastiera, voce
- Amedeo Pace – chitarra, basso, tastiera, voce
- Simone Pace – batteria, tastiera